# Sangamner
Sangamner är en ort i Indien.   Den ligger i distriktet Ahmadnagar och delstaten Maharashtra, i den centrala delen av landet, 1 100 km söder om huvudstaden New Delhi. Sangamner ligger 557 meter över havet och antalet invånare är 67 309.
Terrängen runt Sangamner är platt. Runt Sangamner är det tätbefolkat, med 286 invånare per kvadratkilometer. Det finns inga andra samhällen i närheten. Omgivningarna runt Sangamner är en mosaik av jordbruksmark och naturlig växtlighet.